# Alba (Texas)
Alba es un pueblo ubicado en el condado de Wood en el estado estadounidense de Texas. En el Censo de 2010 tenía una población de 504 habitantes y una densidad poblacional de 183,58 personas por km².

## Geografía
Alba se encuentra ubicado en las coordenadas 32°47′12″N 95°37′57″O / 32.78667, -95.63250. Según la Oficina del Censo de los Estados Unidos, Alba tiene una superficie total de 2.75 km², de la cual 2.73 km² corresponden a tierra firme y (0.66%) 0.02 km² es agua.

## Demografía
Según el censo de 2010, había 504 personas residiendo en Alba. La densidad de población era de 183,58 hab./km². De los 504 habitantes, Alba estaba compuesto por el 91.47% blancos, el 0.4% eran afroamericanos, el 1.98% eran amerindios, el 0% eran asiáticos, el 0% eran isleños del Pacífico, el 4.37% eran de otras razas y el 1.79% pertenecían a dos o más razas. Del total de la población el 7.34% eran hispanos o latinos de cualquier raza.